# Església de Sant Sebastià (Sant Andreu de Llavaneres)
Sant Sebastià és una església de Sant Andreu de Llavaneres (Maresme) inclosa a l'Inventari del Patrimoni Arquitectònic de Catalunya.

## Descripció
Es tracta d'una església de petites dimensions, d'una sola nau amb coberta a dues aigües. L'accés a l'edifici es fa mitjançant una porta amb llinda de pedra. Als dos costats hi ha sengles finestres, també de pedra. Al damunt de la porta hi ha un ull de bou i a sobre d'aquest una fornícula de pedra amb la imatge de Sant Sebastià. A la capçalera hi ha un campanar d'espadanya. A sota mateix de la cornisa de la teulada hi ha la data de 1863, data d'una de les restauracions.

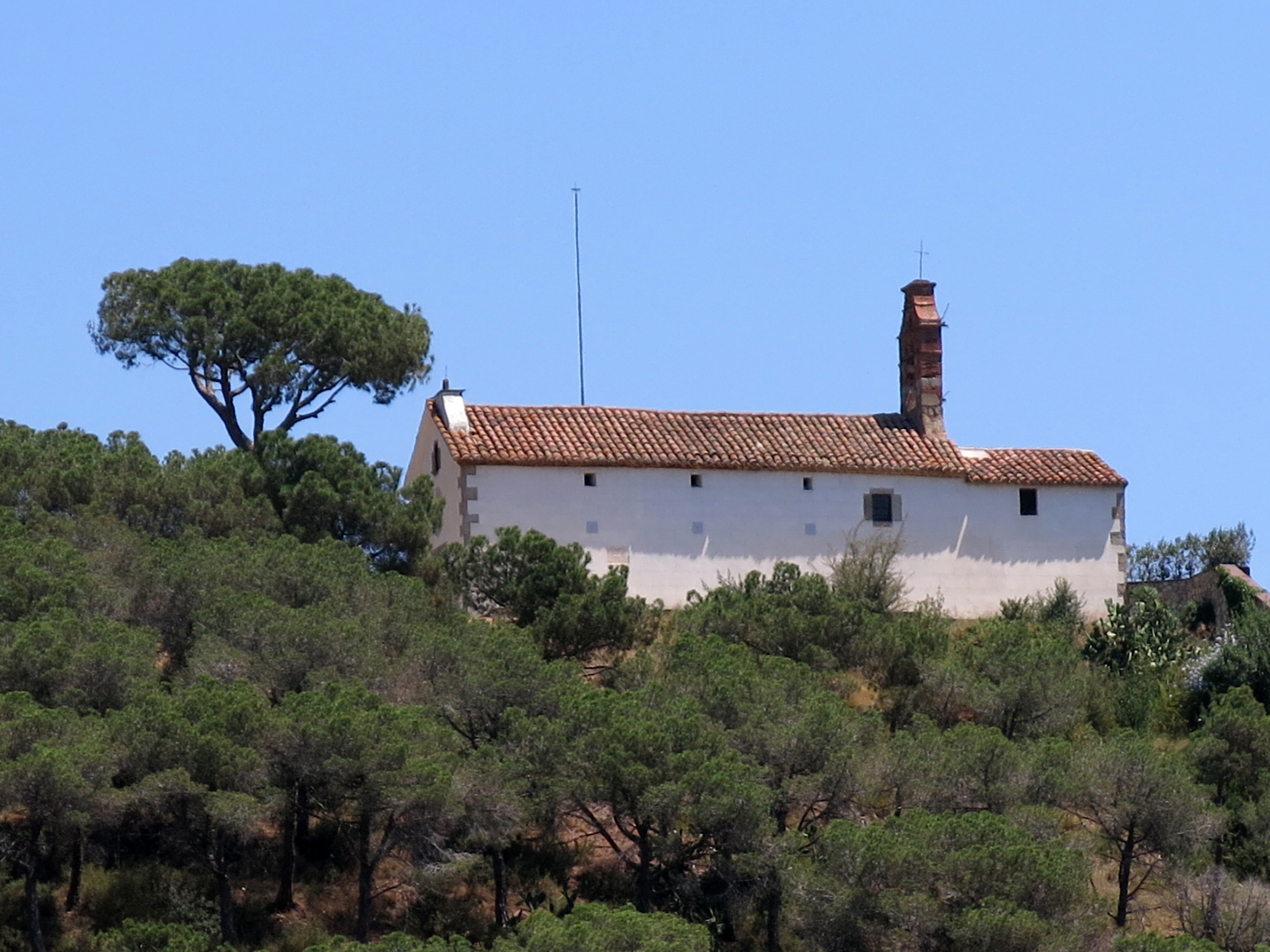
Sant Sebastià vista des del poble

## Història
L'església de Sant Sebastià està situada a la mateixa serralada de l'església vella. Aquesta fou erigida per la pietat popular de les passades generacions, en agraïment per la protecció contra la pesta. Està documentada des del 1508. Ha estat reformada i reconstruïda diverses vegades. S'hi celebrava un reconegut aplec per la festa del sant i existeixen uns goigs de mitjan segle xvii.